# Кубок Імператора Японії з футболу 2022
Кубок Імператора Японії з футболу 2022 — 102-й розіграш кубкового футбольного турніру в Японії. Титул володаря кубка вперше здобув Ванфоре Кофу, який на момент проведення змагання представляв Джей-лігу 2.

## Календар
| Раунд        | Дата              | Матчі | Клуби   |
| ------------ | ----------------- | ----- | ------- |
| Перший раунд | 21-22 травня 2022 | 24    | 88 → 64 |
| 1/32 фіналу  | 1-8 червня 2022   | 32    | 64 → 32 |
| 1/16 фіналу  | 22 червня 2022    | 16    | 32 → 16 |
| 1/8 фіналу   | 13-20 липня 2022  | 8     | 16 → 8  |
| 1/4 фіналу   | 7 вересня 2022    | 4     | 8 → 4   |
| 1/2 фіналу   | 5 жовтня 2022     | 2     | 4 → 2   |
| Фінал        | 16 жовтня 2022    | 1     | 2 → 1   |

## 1/8 фіналу
| Команда 1             | Рахунок | Команда 2            |
| --------------------- | ------- | -------------------- |
| 13 липня 2022         |         |                      |
| Зеспакусацу Ґумма (2) | 0:1     | Санфречче Хіросіма   |
| Віссел Кобе           | 2:1     | Касіва Рейсол        |
| Саґан Тосу            | 1:3     | Ванфоре Кофу (2)     |
| Тотіґі (2)            | 1:2     | Кіото Санґа          |
| Наґоя Ґрампус         | 1:2     | Сересо Осака         |
| Касіма Антлерс        | 2:0     | Ґамба Осака          |
| Авіспа Фукуока        | 2:0     | В-Варен Нагасакі (2) |
| 20 липня 2022         |         |                      |
| Токіо Верді (2)       | 2:1 дч  | Джубіло Івата        |

## 1/4 фіналу
| Команда 1      | Рахунок | Команда 2          |
| -------------- | ------- | ------------------ |
| 7 вересня 2022 |         |                    |
| Сересо Осака   | 1:2     | Санфречче Хіросіма |
| Віссел Кобе    | 0:1     | Касіма Антлерс     |
| Кіото Санґа    | 2:1     | Токіо Верді (2)    |
| Авіспа Фукуока | 1:2 дч  | Ванфоре Кофу (2)   |

## 1/2 фіналу
| Команда 1        | Рахунок | Команда 2          |
| ---------------- | ------- | ------------------ |
| 5 жовтня 2022    |         |                    |
| Кіото Санґа      | 1:2 дч  | Санфречче Хіросіма |
| Ванфоре Кофу (2) | 1:0     | Касіма Антлерс     |

## Фінал
| 16 жовтня 2022 8:00 (EEST) |

| Ванфоре Кофу (2)                                | 1:1 дч   | Санфречче Хіросіма                                    |
| ----------------------------------------------- | -------- | ----------------------------------------------------- |
| Міцухіра 26'                                    | Протокол | Кавамура 84'                                          |
|                                                 | Пенальті |                                                       |
| - Ліра - Гетуліо - Мацумото - Ісікава - Ямамото | 5:4      | - Сотіріу - Мацумото - Бен Халіфа - Кавамура - Міцута |

| Ніссан Стедіум, Йокогама Глядачів: 37 998 Арбітр: Рюдзі Сато |